# Pont de Minpu
Le pont de Minpu (chinois simplifié : 闵浦大桥 ; litt. « Pont de Minpu ») est un pont à haubans franchissant le Huangpu dans la ville de Shanghai en Chine. D'une portée remarquable de 708 m, il figure parmi les plus grands ouvrages de ce type. Il était ainsi le 9e plus grand pont à haubans au monde lors de sa mise en service en janvier 2010.

## Localisation et fonctionnalités
L’autoroute Shanghai A15, d'environ 83 km de longueur, relie les limites de la ville de Shanghai et de la province de Zhejiang à l'ouest à l'aéroport international de Pudong à l'est. Elle franchit la rivière Huangpu dans le district de Minhang de Shanghai. Parallèlement le trafic local devait franchir aussi la rivière Huangpu.
Ces contraintes ont conduit à retenir un ouvrage avec un tablier à deux niveaux, l’un affecté au trafic autoroutier, l’autre au trafic local. Le pont supérieur du tablier, large de 44m porte ainsi une autoroute à deux fois quatre voies, avec une vitesse maximale autorisée de 120 km/h. Le pont inférieur, large de 28m, porte une route à six voies destinée au trafic urbain local avec une vitesse limitée à 60 km/h,.

## Description
Le pont haubané, d’une longueur de 1 212 m, est le pont principal d’un ensemble de ponts de 3 982,7 m de longueur totale. Il comporte neuf travées. Il est composé d’une travée centrale de 708 m encadrée de part et d’autre de quatre travées de 63 m de portée. 
Le tablier est suspendu à deux tours en béton par le biais de deux nappes de haubans en semi-éventail. Les travées latérales sont, quant à elles, appuyées sur des piles auxiliaires.

### Les pylônes

Élévation d'un pylône

Les deux pylônes ont une forme caractéristique de H et sont hautes de 210 mètres. Elles sont facilement distinguables de celles des autres ponts sur le Huangpu.
Deux tiers des haubans sont ancrés sur des  poutres en acier. L’autre tiers est arrimé directement sur les pylônes, du fait de la faible composante horizontale de traction.
Chaque tour s’appuie sur un ensemble de 385 pieux en acier de 55 mètres de longueur et de 0,90 mètre de diamètre.

### Le tablier
Le tablier de la travée principale est en acier. Il s’agit d’un assemblage de cadres en treillis type N de 15,1 m de longueur pesant chacun environ 500 tonnes. Il a la forme d’un trapèze inversé, le pont supérieur étant plus large que le pont inférieur, la hauteur entre les deux étant de 9m. Les éléments de cadres ont été assemblés par encorbellement.
Afin d'équilibrer la travée principale et de raccourcir leur longueur, le choix s’est porté pour les travées latérales sur des poutres en treillis en béton et non en métal.

### Les haubans
La suspension est constituée de 176 haubans. L’espacement des ancrages des haubans est de 15,1 m sur la travée principale, de 10 m sur les travées latérales et de 2,3 m sur les pylônes.

## Construction
La jonction des deux parties du tablier, construit par encorbellement, a été réalisée le 22 juillet 2009.
Le pont a été ouvert à la circulation le 11 janvier 2010.

## Sources et références
1. 1 2  (en)« Minpu Bridge set to open to traffic », sur bridgeweb.com (consulté le 8 juin 2010)
2. ↑   Recent Major Cable-Stayed Bridges in Shanghai (2007) p39
3. 1 2 3   Recent Major Cable-Stayed Bridges in Shanghai (2007) p40
4. 1 2  (en)« Shanghai Minpu Bridge Main Structure Closure », sur jszt.net.cn (consulté le 10 juin 2010)
5. 1 2   Recent Major Cable-Stayed Bridges in Shanghai (2007) p41
6. ↑  (en)« Construction keeps on going right to the end of the year », sur shucm.sh.cn (consulté le 10 juin 2010)